# بیستمین جوایز منتخب منتقدان
بیستمین جوایز گزینش منتقدان (انگلیسی: 20th Critics' Choice Awards) در ۱۵ ژانویه ۲۰۱۵ در هالیوود پالادیوم برای بزرگداشت بهترین دستاوردهای فیلم‌سازی ۲۰۱۴ برگزار شد. این مراسم از A&E پخش و به میزبانی مایکل استراهان برگزار شد. نامزدی‌های مراسم در تاریخ ۱۵ دسامبر ۲۰۱۴ اعلام شدند.